# هاليفاكس هركينز
هاليفاكس هركينز (بالإنجليزية: Halifax Hurricanes)‏ هو فريق كرة سلة كندي للمحترفين تأسس في سنة 2015 يقع مقره في هاليفاكس. يلعب في دوري كندا الوطني لكرة السلة حيث فاز به مرة واحدة.

## وصلات خارجية
- الموقع الرسمي